# ウェカピポ
ウェカピポは、SOUL'd OUTの1stシングルである。

## 解説
- SOUL'd OUTのメジャーデビューシングルである。
- 「ウェカピポ」とは、Wake Up People（ウェイクアップ・ピープル）の発音をカタカナ表記したもの。
- ウェカピポのPVには交友のある2BACKKAやa.mia等も出演している。また、TSUYOSHIも出演しているのではないかという指摘がある。
- 2022年12月11日に放送回の「NHKのど自慢」で出場者の1人がウェカピポを歌唱し、結果優勝したことで話題になった（ヒップホップの楽曲を歌唱し優勝したのは番組史上初）[1]。

## 収録曲
1. ウェカピポ (4:10)
（作詞：Diggy-MO', Bro.Hi 作曲：Diggy-Mo', Shinnosuke 編曲：Shinnosuke）
Diggy-MO'いわく「SOUL'd OUTのスタイルが確立された曲」[2]。
2. Diggy Diggy Diggy (4:13)
（作詞：Diggy-MO' 作曲・編曲：Shinnosuke）
Diggy-MO'の名前はこの曲に由来する。
3. HUNTER (3:52)
（作詞：Diggy-MO', Bro.Hi 作曲：Diggy-Mo, Shinnosuke, Ray Parker Jr. 編曲：Shinnosuke）
Ray Parker Jr.「Hot Stuff」をサンプリング。
4. S.O. Magic (5:28)
（作詞：Diggy-MO', Bro.Hi 作曲：SOUL'd OUT 編曲：Shinnosuke）
5. ウェカピポ～TinyVoice, Production Remix (4:00)
（編曲：今井了介）

## 収録アルバム
- SOUL'd OUT（#1）
- Movies&Remixies（#1）
- Single Collection（#1）
- Flip Side Collection（#2、#3、#4）

## タイアップ
ウェカピポ
テレビ東京系「流派-R」2003年1月度オープニングテーマ
テレビ東京系「JAPAN COUNTDOWN」2003年1月度エンディングテーマ
MBSテレビ「FUZZ」2003年1月度エンディングテーマ
TBS系「ランク王国」2003年2・3月度オープニング/エンディングテーマ